# ماربل سیتی کامیونتی (اکلاهما)
ماربل سیتی کامیونتی (به انگلیسی: Marble City Community) یک منطقهٔ مسکونی در ایالات متحده آمریکا است که در شهرستان سکویا، اکلاهما واقع شده‌است. ماربل سیتی کامیونتی ۴۲۰ نفر جمعیت دارد.